# Kraftwerk Plana del Vent
Das Kraftwerk Plana del Vent ist ein Gas-und-Dampf-Kombikraftwerk in der Gemeinde Vandellòs i l’Hospitalet de l’Infant, Provinz Tarragona, Spanien. Es befindet sich ungefähr 500 m von der Küste entfernt an der Autobahn A-7. Das Kernkraftwerk Vandellòs liegt ca. 500 m südwestlich des Kraftwerks.
Die installierte Leistung des Kraftwerks beträgt 800 (bzw. 846) MW. Die durchschnittliche Jahreserzeugung liegt bei 662 Mio. kWh. Das Kraftwerk ging 2007 in Betrieb; es dient zur Abdeckung der Grund- und Mittellast. Die Kosten für die Errichtung des Kraftwerks werden mit 360 Mio. € angegeben.

## Eigentümer und Betreiber
Das Kraftwerk wurde für den spanischen Energiekonzern Naturgy errichtet und wurde ursprünglich auch von Naturgy betrieben. Der Schweizer Energiekonzern Alpiq übernahm 2011 für rund 200 Mio. € den Block 2 des Kraftwerks und betreibt diesen auch; darüber hinaus erhielt Alpiq für zwei Jahre das Nutzungsrecht am Block 1 und ein Vorkaufsrecht für diesen Block. Im Jahr 2019 ging das Nutzungsrecht und der Betrieb von Block 1 an Naturgy zurück, da Alpiq sein Vorkaufsrecht nicht ausübte.

## Kraftwerksblöcke
Das Kraftwerk besteht aus zwei Blöcken, die 2007 in Betrieb gingen. Die folgende Tabelle gibt einen Überblick:
| Block | Max. Leistung (MW) | Betriebsbeginn | Turbine | Generator | Dampfkessel | Status |
| ----- | ------------------ | -------------- | ------- | --------- | ----------- | ------ |
| 1     | 400                | 2007           | GE      | GE        | NEM         |        |
| 2     | 400                | 2007           | GE      | GE        | NEM         |        |